# Норвезький залізничний музей
Норвезький залізничний музей (норв. Norsk Jernbanemuseum) — національний музей залізничного транспорту Норвегії, розташований у Мьєсі неподалік від м. Гамар.
Перебуває у віданні Норвезької національної залізничної адміністрації.
Заснований в 1896 році в Гамарі, проте в 1954 р. перенесений до Мьєсе. У музеї представлені збори старих станційних будівель, локомотивів і вагонів перших років існування залізниці в Норвегії. Музей також має велику бібліотеку залізничної літератури і багату колекцію фотографій залізниць, зроблені як професіоналами, так і аматорами.
У новій будівлі музею, відкритій тільки в літні місяці, представлені відео-експонати, комп'ютерні симулятори, анімаційні фільми.
Влітку у музеї діє вузькоколійна залізниця.

## Експонати
- Паровози: NSB 7
- Тепловози: NSB Di 2
- Електровози: NSB El 1, NSB El 7